# Куп краља Фахда 1992.
Куп конфедерација у фудбалу 1992. било је прво Куп конфедерација које се одржало у Саудијској Арабији под називом „Куп краља Фахда“ у октобру 1992.
На турниру су учествовали клубови из четири конфедерације. Све утакмиве су игране у Ријаду главном граду Саудијске Арабије на стадиону „Краљ Фахд II“ 

## Учесници
- Саудијска Арабија - домаћин и победник АФК (Азијски куп 1988)
- Аргентина - победник КОНМЕБОЛ (Куп Америке 1991)
- Сједињене Државе - победник КОНКАКАФ (Златни куп 1991)
- Обала Слоноваче - победник КАФ (Афеички куп нација 2002.)

## Списак судија
- Jamal Al Sharif
- Ulisses Da Silva
- An-Yan Lim Kee Chong
- Родриго Бадиља Секуера

Жребом су извучени парови полуфинала. Победници су играли у финалу, а поражени за треће место.

## Полуфинале
| Саудијска Арабија                                | 3 : 0 Детаљи | Сједињене Државе |
| ------------------------------------------------ | ------------ | ---------------- |
| Al Bishi 48’ · Al-Thunayan 74’ · Al Muwallid 84’ |              |                  |

| Аргентина                                      | 4 : 0 Детаљи | Обала Слоноваче |
| ---------------------------------------------- | ------------ | --------------- |
| Батистута 2’ 10’ · Алтамарино 67’ · Акоста 81’ |              |                 |

## Утакмица за 3. место
| САД                                                  | 5 : 2 Детаљи | Обала Слоноваче |
| ---------------------------------------------------- | ------------ | --------------- |
| Балбоа 12’ · Џонс 31’ · Виналда 56’ · Murray 67’ 83’ |              |                 |

## Финале
| Саудијска Арабија | 1 : 3 Детаљи | Аргентина                               |
| ----------------- | ------------ | --------------------------------------- |
| Al-Owairan 65’    |              | Родригез 18’ · Каниђа 24’ · Симеоне 64’ |

| Победник Купа конфедерација 1992.    |
| ------------------------------------ |
| Репрезентација Аргентине Прва титула |

## Коначан пласман
| Злато  | Аргентина         |
| Сребро | Саудијска Арабија |
| Бронза | Сједињене Државе  |
| 4.     | Обала Слоноваче   |

## Листа стрелаца
| Играч              | Репрезентација    | Голови |
| ------------------ | ----------------- | ------ |
| Габријел Батистута | Аргентина         | 2      |
| Bruce Murray       | Сједињене Државе  | 2      |
| Алберто Акоста     | Аргентина         | 1      |
| Леонардо Родригез  | Аргентина         | 1      |
| Клаудио Каниђа     | Аргентина         | 1      |
| Дијего Симеоне     | Аргентина         | 1      |
| Рикардо Алтамирано | Аргентина         | 1      |
| Youssef Al Tunian  | Саудијска Арабија | 1      |
| Fahad Al Bishi     | Саудијска Арабија | 1      |
| Khalid Al Muwallid | Саудијска Арабија | 1      |
| Saeed Owairan      | Саудијска Арабија | 1      |
| Коби Џонс          | Сједињене Државе  | 1      |
| Ерик Виналда       | Сједињене Државе  | 1      |
| Марсело Балбоа     | Сједињене Државе  | 1      |
| Donald Sie         | Обала Слоноваче   | 1      |
| Abdoulaye Траоре   | Обала Слоноваче   | 1      |

### Статистика
- Укупно гледалаца 169.500
- Просек гледалаца по утакмици 42.375
- Укуоно голова на 4 утакмице 18
- Просек голова по утакмици 4,5

## Састав екипе победника
1. Серђо Гоикочеа (гол), 2. Серђо Васкез, 3 Рикардо Алтамирано, 4. Фабијан Басуалдо 5. Фернандо Редондо, 6. Оскар Руђери 7. Клаудио Каниђа, 8. Жозе Луис Виљареал 9. Габријел Батистута, 10. Дијего Симоне 11. Дијего Кања, 14. Алберто Акоста, 20. Леонардо Родригез